# Puerto Escondido (Zulia)
Puerto Escondido es un sector perteneciente al municipio Santa Rita del estado Zulia. Se encuentra ubicado entre las poblaciones de Santa Rita (al noroeste) y El Mene de la Rita (al sureste) en la costa oriental del Lago de Maracaibo. Este pueblo está en expansión y originalmente solo se encontraban los sectores de La Cotiza (al norte) y Olaya (al sur). Actualmente se han fabricado casas de interés social en un sector de Puerto Escondido denominada Villa Santa Rita.

## Clima
El clima es el típico de esa región de Venezuela y del Zulia, su temperatura está alrededor de 30 °C en la temporada de sequía.
Su relieve es una planicie exceptuando la superficie desde la Av. Pedro Lucas Urribarrí hasta las orillas del Lago de Maracaibo dónde declina alrededor de 4 metros.

## Vialidad y Transporte
Los Carros por Puesto y Busetas que son el medio de transporte masivo, circulan conjuntamente con carros particulares por la Av. Pedro Lucas Urribarrí y llevan pasajeros desde el pueblo a Cabimas, Santa Rita y Maracaibo. Sin embargo algunos Carros por Puestos hacen traslados especiales dentro de la población en ciertos casos, pagando el pasajero un precio adicional.

## Edificaciones Religiosas
La Iglesia de San José de Puerto Escondido, está ubicada frente la plaza Bolívar en la Av. Pedro Lucas Urribarrí, originalmente la iglesia estaba al lado de la Plaza Bolívar, pero fue demolida en 1997 por deterioro. Ahora es una iglesia moderna y está a 20 metros de la original. Iglesia de San Benito de Puerto Escondido, ubicada frente al monumento de San Benito al lado de la Av. Pedro Lucas Urribarrí. Sus colores son el azul y blanco, es una pequeña capilla, la cual se llena en los días feriados en devoción a San Benito de Palermo.

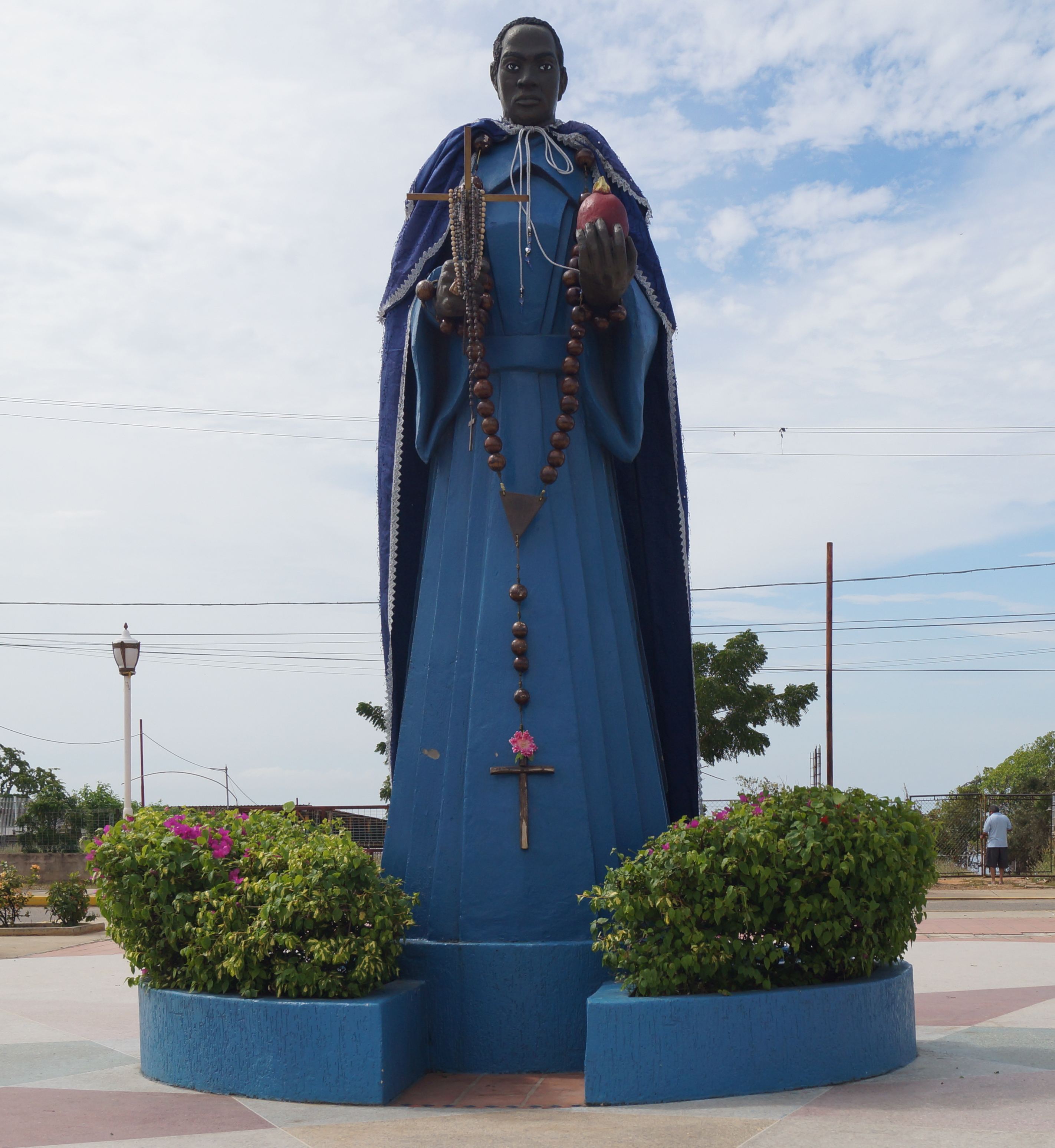
Monumento a San Benito en Puerto Escondido

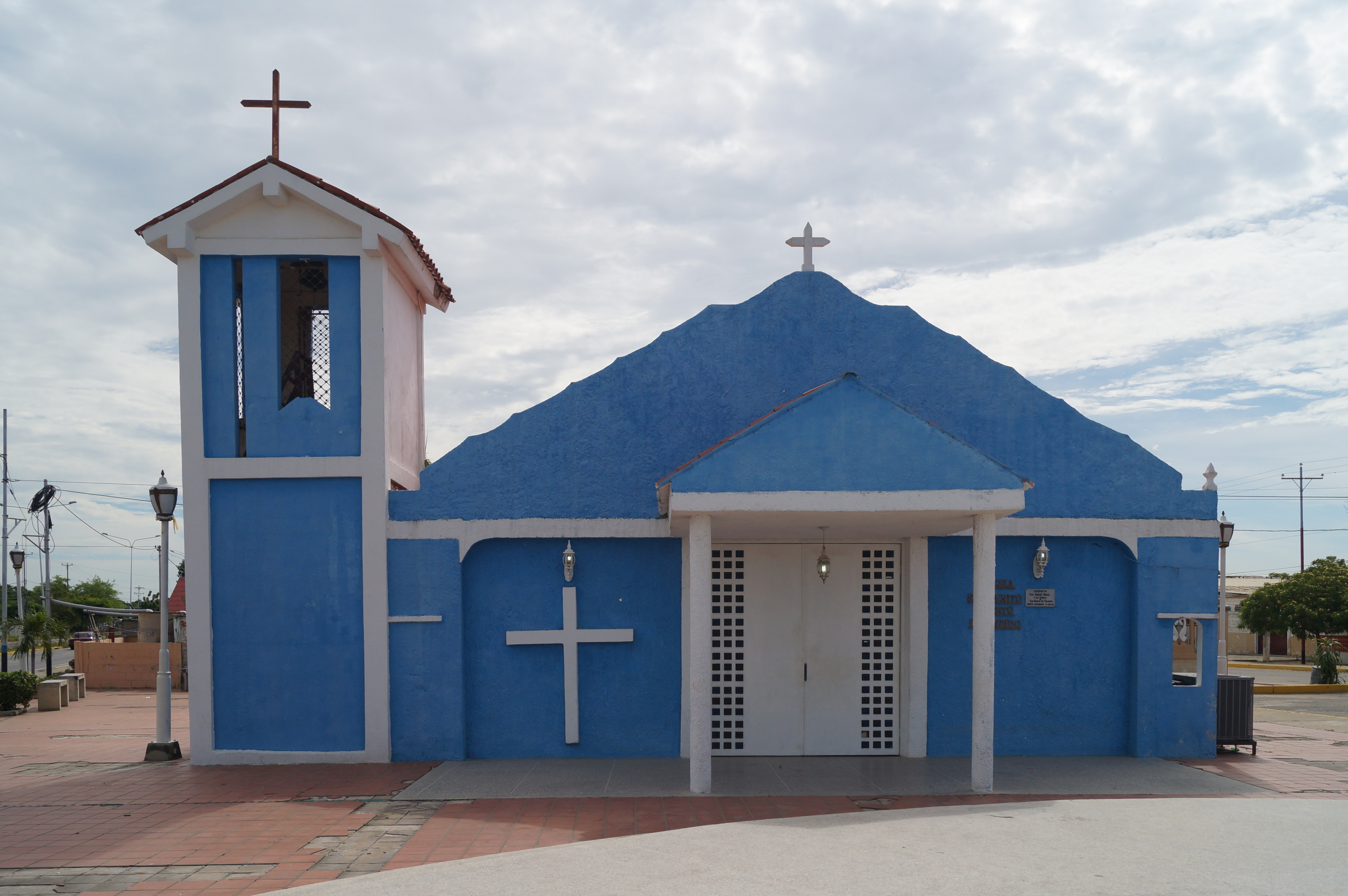
Iglesia San Benito, en Puerto Escondido

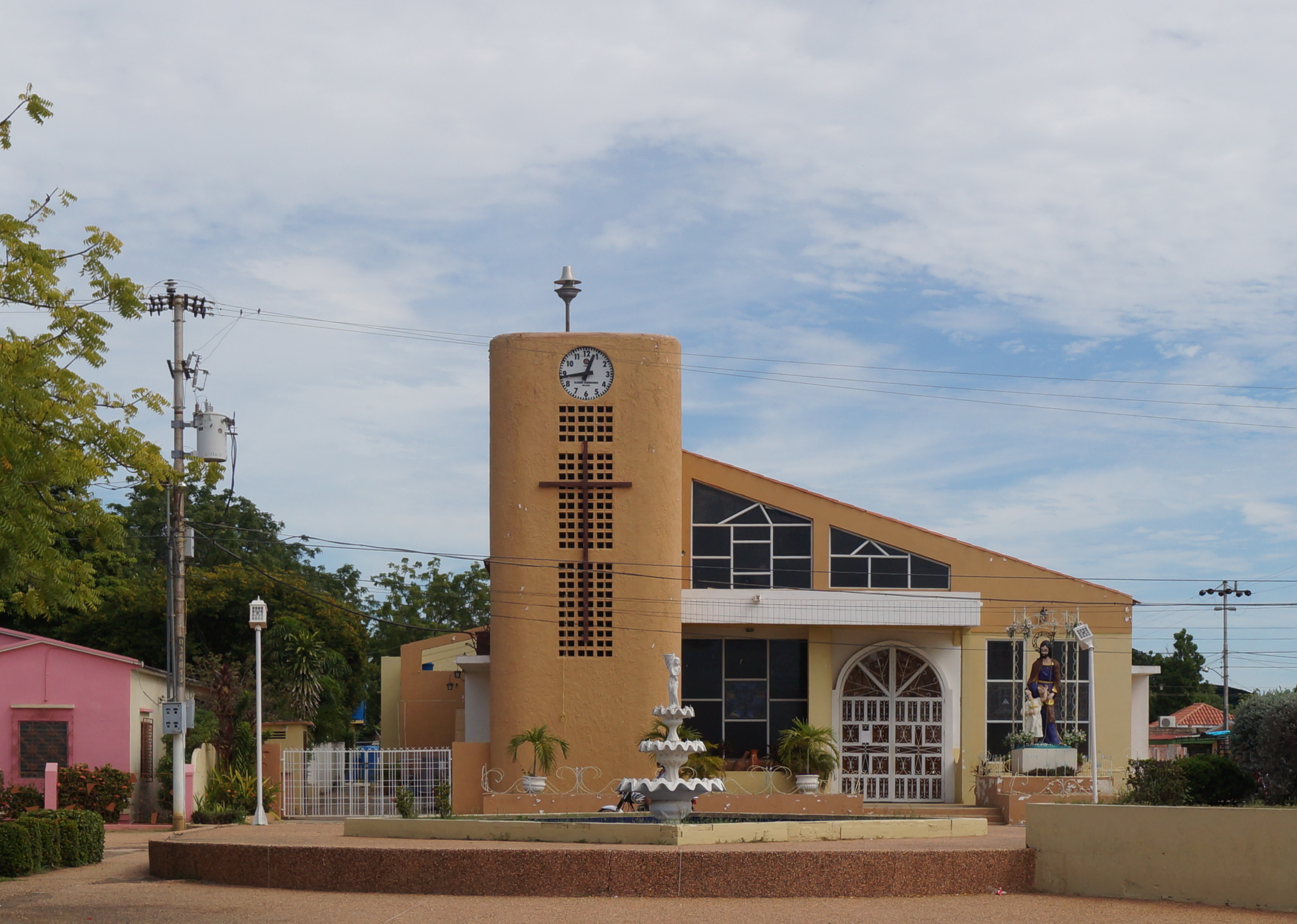
Iglesia San José, en Puerto Escondido

## Instituciones Educacionales
- E.B. "Lucrecia Novo de Parra"
- U.E.P "Cristóbal Rojas"
- Isola Prieto
- Jardín de Infancia "María Nava de Jiménez"
- Instituto de Educación Especial Santa Rita
- U.E. Simón Rodríguez (Educación Básica y diversificada)

## Turismo
Cuenta con un Complejo Turístico Núcleo de Desarrollo Endógeno, que es un parque de recreación tanto para los habitantes de Puerto Escondido como de las poblaciones de Santa Rita, El Mene y Cabimas.
En sus instalaciones cuenta con:
- Restaurante
- Juegos de Bolas Criollas
- Paseo en Lanchas
- Piscina

- Datos: Q5796766
- Multimedia: Puerto Escondido (Zulia) / Q5796766